# 長与ランプ
長与ランプ（ながよランプ）は、長崎県西彼杵郡長与町高田郷にある、川平有料道路のインターチェンジ（ランプ）である。長崎市北部（葉山・滑石地区）や長与町南部への最寄りランプである。諫早市・長崎市街方面のみ出入り可能である。長崎バイパスを経由する長崎バスのうち、長与方面（緑ヶ丘団地）発の系統はこのランプから入る。料金所はない。

## 接続する道路
- 長崎県道33号長崎多良見線（一般道経由）

## 周辺
- 百合野病院
- ヤマト運輸
- ララコープ

## 隣
川平有料道路
(11-4)女の都ランプ - (11-5)長与ランプ - (11-6)井手園出入口（時津ランプ）